# Odlanier Solís
Odlanier Solís Fonte (Havana, 5 april 1980) is een Cubaans bokser. Hij werd olympisch kampioen in de zwaargewichtklasse op de Olympische Spelen van 2004. Ook won hij drie keer het wereldkampioenschap boksen. Later in zijn carrière maakte hij de overstap naar de superzwaargewichtklasse.

## Erelijst

### Olympische Spelen
- 2004 in Athene, Griekenland (–91 kg)

### Wereldkampioenschappen
- 2001 in Belfast, Ierland (–91 kg)
- 2003 in Bangkok, Thailand (–91 kg)
- 2005 in Mianyang, China (+91 kg)

### Pan-Amerikaanse Spelen
- 1999 in Winnipeg, Canada (–91 kg)
- 2003 in Santa Domingo, Dominicaanse Republiek (–91 kg)

1904: Samuel Berger ·
1908: Albert Oldman ·
1920: Ronald Rawson ·
1924: Otto von Porat ·
1928: Arturo Rodríguez ·
1932: Alberto Santiago Lovell ·
1936: Herbert Runge ·
1948: Rafael Iglesias ·
1952: Ed Sanders ·
1956: Pete Rademacher ·
1960: Franco de Piccoli ·
1964: Joe Frazier ·
1968: George Foreman ·
1972: Teófilo Stevenson ·
1976: Teófilo Stevenson ·
1980: Teófilo Stevenson ·
1984: Henry Tillman ·
1988: Ray Mercer ·
1992: Félix Savón ·
1996: Félix Savón ·
2000: Félix Savón ·
2004: Odlanier Solís ·
2008: Rachim Tsjachkiev ·
2012: Oleksandr Usyk ·
2016: Jevgeny Tisjtsjenko ·
2020: Julio César La Cruz ·
2024: Lazizbek Mullojonov